# Orocharis amusus
Orocharis amusus är en insektsart som beskrevs av Henri Saussure 1897. Orocharis amusus ingår i släktet Orocharis och familjen syrsor. Inga underarter finns listade i Catalogue of Life.